# 레드스타킹스

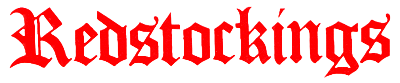

여성해방 운동단체로 잘 알려진 레드스타킹스(Redstockings)는 1969년 설립된 급진적 여성주의 단체다. 레드스타킹스라는 명칭은 지식인 페미니스트를 경멸하는 의미로 쓰인 블루스타킹과 혁명적 좌파를 의미하는 레드의 합성어다.

## 같이 보기
- SCUM 선언서
- 밸러리 솔라나스